# Kadoma (Simbabwe)
Kadoma (bis 1982 Gatooma) ist eine Stadt in Simbabwe, in der Provinz Mashonaland West. Sie wurde 1901 gegründet. Zusammen mit ihrem Umland stellt sie einen der Urbanen Distrikte Simbabwes mit 117.381 Einwohnern (2022) und einer Fläche von gut 254 km².

## Geografie
Die Stadt liegt zwischen den beiden Distrikten Sanyati und Mhondoro-Ngezi, die bis 2007 den Distrikt Kadoma (Rural) bildeten. Das Umland ist durch hügeliges Grasland mit Wäldern geprägt. Sie liegt auf 1125 Meter über dem Meeresspiegel. Der Urbane Distrikt ist in 17 Wards aufgeteilt.

## Wirtschaft
Kadoma ist eine Stadt des Bergbaus. Es gibt große Goldminen wie die Inez-Mine mit Vorkommen von 645.000 t mit einem Goldgehalt von 10,12 g/t, aus denen 210.500 Unzen Gold zu extrahieren sind, und es gibt kleine Goldminen. Am Fluss Sanyati 92 km von Kadoma wird Kupfererz gefördert und in Kadoma verarbeitet. Daneben ist die Stadt von fruchtbaren Böden umgeben, auf denen Landwirtschaft und Viehzucht betrieben werden.

## Infrastruktur
Die Infrastruktur der Innenstadt ist gut. Kadoma liegt an der Hauptverbindungsstraße und der Bahnlinie zwischen Bulawayo und Harare. Die Stadt selbst verfügt über mehr als 200 km Straßen, von denen knapp 60 asphaltiert sind. In Kadoma gibt es 19 Grund und 17 weiterführende Schulen sowie eine Berufsschule. Die medizinische Versorgung wird durch 1 öffentliches und 2 private Krankenhäuser sowie 17 Ambulanzen abgedeckt.

## Umwelt
Das Gold wurde Anfang des 21. Jahrhunderts von Kindern über quecksilberangereicherten Kupferplatten gewaschen. Der Umgang mit Quecksilber, vor allem das Fehlen jeder Entsorgung, hat inzwischen zum zentralen Problem der Stadt geführt: kein sauberes und sicheres Trinkwasser. Die Quecksilberwerte im Blut der Bevölkerung sind abnorm hoch. Kinderarbeit ab zehn Jahren ist normal, 69 Prozent davon leiden an chronischer Quecksilbervergiftung. Sonst sind Unfälle in den ungesicherten Stollen und den Amalgamierungsstätten, Atemwegserkrankungen, Malaria, Tuberkulose und AIDS die mit weitem Abstand häufigsten Todesursachen. Vor allem die Zustände in Muzvezve sind fatal.
Das Schürfgebiet erstreckt sich über zwei Zonen, eine südlich bis über den Claw-Damm hinaus und eine nördlich bis Chakari. Dort leben die Menschen dicht um ihre Minen herum. Es gibt keinerlei Abwasserentsorgung und Wasser nur aus dem Fluss. Etliche Hilfsorganisationen versuchen dort, Schulen zu bauen und eine ärztliche Versorgung zu organisieren.

## Bevölkerungsentwicklung
Bevölkerungsentwicklung
| Jahr          | Einwohner |
| ------------- | --------- |
| 1982 (Zensus) | 44.613    |
| 1992 (Zensus) | 67.750    |
| 2002 (Zensus) | 76.351    |
| 2012 (Zensus) | 91.633    |
| 2022 (Zensus) | 117.381   |

## Söhne und Töchter der Stadt
- Michael Berridge (1938–2020), britischer Biologe

## Städtepartnerschaften
- Vereinigtes Königreich, Stevenage[7]